# Grønlands Statistik
Grønlands Statistik (grønlandsk: Kalaallit Nunaanni Naatsorsueqqissaartarfik) er den centrale statistiske organisation på Grønland, som arbejder under ledelse af grønlands regering, i samarbejde med finansministeriet. De har hovedkvarter i Nuuk, hovedstaden på Grønland, mens selve organisationen blev grundlagt d. 19. juni, 1989 af den grønlandske regering.